# 울산제일고등학교
울산제일고등학교(蔚山第一高等學校)는 대한민국 울산광역시 남구 옥동에 있는 사립 고등학교이다.

## 학교 연혁
- 1987년 3월 27일 : 학교법인 동신학원 설립 허가
- 1987년 3월 27일 : 초대 이사장 설립자 김장배 박사 취임
- 1987년 12월 2일 : 초대 심손 교장 취임
- 1988년 3월 7일 : 개교 및 제1회 입학(563명)
- 1991년 2월 9일 : 제1회 졸업(졸업생 522명)
- 1998년 10월 26일 : 동신관(체육관) 준공
- 2003년 11월 14일 : 한솔관(다목적 학습관) 준공
- 2018년 3월 16일 : 제11대 김장배 이사장 중임
- 2024년 12월 30일 : 제35회 졸업식(120명) 총 졸업생 수 (14,763명)
- 2025년 3월 1일 : 제16대 김형수 교장 취임
- 2025년 3월 4일 : 제38회 입학식(100명)

## 참고 자료
- 울산제일고등학교 - 한국교육학술정보원 학교알리미